# Cliff Curtis
Clifford Vivian Devon Curtis (sinh ngày 27 tháng 7 năm 1968) là nam diễn viên người New Zealand. Ông từng tham gia trong các phim điện ảnh như: Once Were Warriors (1994), Blow (2001), Whale Rider (2002), Đương đầu với thử thách 4 (2007) và The Dark Horse (2014). Về lĩnh vực truyền hình, từ năm 2015 - 2017, Curtis vào vai Travis Manawa trong sê-ri Fear the Walking Dead.

## Thời thơ ấu
Curtis sinh ra trong gia đình có 8 anh chị em, tại Rotorua, Đảo Bắc, New Zealand. Curtis là người gốc Maori.

## Đời tư
Curtis không chia sẻ nhiều chuyện riêng tư. Ông kết hôn vào cuối năm 2009 và hiện đã có ba con.

## Danh sách phim

### Truyền hình
| Năm       | Tên                        | Vai                     | Ghi chú |
| --------- | -------------------------- | ----------------------- | ------- |
| 1991      | Under Cover                | Zip                     |         |
| 1994      | Hercules in the Underworld | Nessus                  |         |
| 1995      | Mysterious Island          | Peter                   | 2 tập   |
| 1996      | City Life                  | Daniel Freeman          | 4 tập   |
| 1998      | The Chosen                 | Father Tahere           |         |
| 2002      | Point of Origin            | Mike Camello            |         |
| 2004      | Traffic                    | Adam Kadyrov            | 3 tập   |
| 2009–2010 | Trauma                     | Reuben 'Rabbit' Palchuk | 20 tập  |
| 2011      | Body of Proof              |                         | 2 tập   |
| 2012      | Missing                    | Agent Dax Miller        | 10 tập  |
| 2014      | Gang Related               | Javier Acosta           | 13 tập  |
| 2015–2017 | Fear the Walking Dead      | Travis Manawa           | 21 tập  |
| 2016–2017 | Talking Dead               | (Chính mình)            | 3 tập   |